# Eskilstuna konstmuseum
Eskilstuna konstmuseum är ett svenskt kommunalt konstmuseum i Eskilstuna.
Eskilstuna konstmuseum grundades av den bildade Eskilstuna konstförening och invigdes i maj 1937 med lokaler i den tidigare lasarettsbyggnaden från 1871 på Kyrkogatan 9. Stadsarkitekten Frej Klemming ansvarade för ombyggnationen och prins Eugen var gäst vid invigningen. 1948 övertogs museet av Eskilstuna kommun. 1998 fick Eskilstuna konstmuseum länsansvar för konst.
År 2006 flyttade konstmuseet till Bolinder Munktells kugghjulsverkstad i Munktellstaden, en nedlagd industrilokal med stort kulturhistoriskt värde med fasader ritade av Cyrillus Johansson. Det var över 1 000 personer på invigningen, vid vilken förre kulturministern Bengt Göransson invigningstalade. Sedan hösten 2007 inrymmer Eskilstuna konstmuseum även Svenskt Barnbildarkiv.
Eskilstuna konstmuseum har en samling på ungefär 1.000 målningar och skulpturer samt 5.000 grafiska blad, med verk från 1600-talet från 1600-talet och framåt. Tonvikten ligger på svensk 1900-talskonst. Museet ansvarar också för kommunens samling av så kallad depositionskonst, vilken består av fler än 5.000 verk. 

## Chefer i urval
- 1949–1983 Göran M. Silfverstolpe
- 1993–2014 Kenneth Åström
- 2015–  Madelene Unneberg (född 1966)